# Владислав Кнапінський
Владисла́в Кнапі́нський (пол. Władysław Knapiński, 1838 — 20 березня 1910) — польский біблійник, професор і ректор Яґеллонського Університету.

## Життєпис
Дитинство, юнацькі й студентські роки (Духовна Семінарія Св. Якова і Духовна Римо-Католицька Академія у Варшаві) провів у російській окупації. Ієрейські свячення прийняв у 1862 році. У 1863 році отримав звання кандидата теології і отримав посаду бібліотекаря академії. Після закриття варшавської Духовної Академії у 1867 році став катехитом у школі й прогімназії в повіті. Через відмову навчати російською мовою 1869 року був позбавлений учительської посади і став вікарієм у парафії Св. Хреста.
Від 1865 року був постійним співпрацівником «Католицького Перегляду». Був одним із редакторів і видавцем «Церковної Енциклопедії» Новодворського. У 1883 році був призначений почесним варшавським каноніком. У 1887 р.
Духовна Римо-Католицька Академія в Петербурзі надала йому звання доктора теології.
Після кількох років роздумів, вирішив залишити Варшаву і в 1888 році прийняти кафедру Старого Завіту і семітських мов на Теологічний Відділ Яґеллонського Університету. Цього самого року Академія Знань включила о. Кнапінського в Історичну Комісію, а після двох років в Комісію для Досліджень у Царині Історії Літератури і Освіти в Польщі й у видавничий комітет «Бібліотеки Польських Письменників».
В академічних роках 1889—1890, 1893—1894, 1901—1902 і 1906—1907 був деканом Теологічного Відділу, а в 1897 році був одноголосно вибраний на ректора Яґеллонського Університету. Будучи публіцистом, займався ситуацією Католицької Церкви в Російській імперії й часто про неї писав на шпальтах «Познаньського Щоденника» і «Познаньського Кур'єра» а також інших газет і часописів. Як подає Чеслав Лєхіцький, автор біографії о. Кнапінського в «Польському Біографічному Словнику», існує 66 відбиток його артикулів на цю тему. Автор праці — «Справа за костел в Острозі на Волині» («Sprawa o kościół w Ostrogu na Wołyniu») (Львів 1892, вид. 2 — Білий Дунаєць — Острог 2000) — голос про захист католиків у латинському обряді на Волині і разом із тим прекрасне свідоцтво їх прив'язаність до Вселенської Церкви. Окрім цього о. Кнапінський є, зокрема, автором дуже обширних статей: «Лист до певного католицького священика»(«пол. List do pewnego kapłana katolickiego») (Краків 1893), «Про хрести під російським правлінням» («пол. O krzyżach pod rządem rosyjskim») (Познань 1893).
Владислав Кнапінський також цікавився і збирав документи про переслідування уніатів на Холмщині і представив їх російському цареві. «Розповіді з російського „державно-церковного права“» («пол. Opowiadania z rosyjskiego „prawa państwowo-kościelnego“») (Познань, 1890) були перекладені німецькою мовою. У 1909 році перейшов на пенсію.
Помер 20 березня 1910 року. Був відзначений папським золотим хрестом «Pro Ecclesia et Pontifice» (1903).